# Hadj Smaine
Hadj Smaine Mohamed Seghir né le 29 octobre 1932 à Constantine, et mort le 6 septembre 2021 à Los Angeles (Californie), est un acteur et metteur en scène algérien.

## Biographie
Hadj Smaine grandit à Constantine parmi sa famille et côtoyant des amis aimant l'art et la culture en général; le cinéma, la musique, le scoutisme, le sport tel la natation à Sidi M'Sid.
Avec les amis scouts, Hadj Smaine jouait des saynètes s'inspirant des films qu'ils regardaient dans les salles de la ville. Entre amis, ils allaient au ciné-club de Constantine (ex. Université Populaire, Centre Abdelhamid Ben Badis actuellement).
L'Université Populaire qui était en même temps le conservatoire de la ville de Constantine, avait des locaux attribués à des associations pour les musiciens, pour le théâtre amateur, entre autres pour les scouts.

L'Université Populaire avait aussi d'autres fonctions administratives car elle dépendait d'une structure étatique; l'Administration coloniale française.
Au fil du temps, Hadj Smaine avait intégré la troupe de théâtre Les Milles et une Nuits avec d'autres amis du scoutisme; Hassan Belhadj (1er directeur du Cinéma Algérien, grand comédien, patriote et ancien collaborateur à M'Hamed Yazid) et Abdelkrim Menaï (ancien éclaireur des scouts musulmans).
Après plusieurs années de pratique théâtrale, Hadj Smaine quitte la troupe Les Milles et Une Nuit afin de créer un théâtre sans "sketch", semblable à celui qui se pratiquait en Europe et dans le monde arabe (en Égypte plus particulièrement).
Entre autres, Hadj Smaine a été membre des troupes théâtrales suivantes :
- Les Milles et Une Nuits.
- Les Compagnons du Vieux Rocher.
- L'équipe théâtrale algérienne d'avant l'Indépendance (de 1957 à 1958).
- La troupe de la Maison de Jeunes de Hussein Dey (avant 1962).
- Les Capucines d'Alger (avant 1962).
- Le Théâtre National d'Algérie (à l'Indépendance).

## Théâtre
- La vie est un songe de Pedro Calderon de la Barca
- Roses rouges pour moi de Sean O'Casey
- Les Fusils de la mère Carrar de Bertolt Brecht
- Ivan Ivanovitch de Nâzim Hikmet
- Le Cercle de craie caucasien de Bertolt Brecht
- Le Malade imaginaire de Molière
- Deux pièces cuisine d'Abdelkader Safiri
- La Mégère apprivoisée de William Shakespeare
- A'Rafdh de Hadj Smaine
- Ainsi parlait Shehrazade des Mille et Une Nuits (mise en Scène d'Henri Cordreaux)
- La Crue, mise en scène par Henri Cordreaux
- La Cantatrice chauve d'Eugène Ionesco, mise en scène par Henri Cordreaux
- La Barque sans pêcheur d'Alejandro Casona, mise en scène par René Fontanel
- La Fontaine aux brebis de Pedro Calderon de la Barca, mise en scène par André Crocq
- Numance mise en scène par André Crocq
- Les Séquestrés d'Altona de Jean-Paul Sartre

## Filmographie
- 1965 : La Bataille d'Alger, de Gillo Pontecorvo
- 1966 : Le Vent des Aurès de Mohammed Lakhdar-Hamina
- 1971 : Patrouille à l'est d'Amar Laskri
- 1974 : Chronique des années de braise de Mohammed Lakhdar-Hamina
- 1979 : Les Aventures d'un héros (Moughamarat Batal) de Merzak Allouache
- 1977 : Les Déracinés de Lamine Merbah
- 1986 : La Dernière Image (Al-sûra al-akhira) de Mohammed Lakhdar-Hamina
- 1977 : El Harik de Mustapha Badia
- 1978 : El Intihar de Mustapha Badia
- 1986 : L'Homme qui regardait les fenêtres de Merzak Allouache
- 1982 : Mariage de dupes de Hadj Rahim
- 1987 : Cri de pierre de Bouguermouh
- 1975 : Les Enfants de novembre de Moussa Haddad
- 1971 : L'Après pétrole de Mohamed Hilmi
- Les Chiens de El Hachemi Cherif[réf. nécessaire]
- 2007 : Le Télégramme de Boukhors
- 2010 : Axis of Evil ou (l'Axe du Mal) de Anouar H. Smaine
- 2012 : Sharia de Anouar H. Smaine
- 2018 : Battle Fields de Anouar H. Smaine